# Лисица ракојед
Лисица ракојед (лат. Cerdocyon thous) је врста сисара из породице паса. 

## Распрострањење
Ареал лисице ракоједа обухвата већи број држава. 
Врста има станиште у Бразилу, Аргентини, Венецуели, Колумбији, Перуу, Боливији, Гвајани, Суринаму, Парагвају, Француској Гвајани и Уругвају.

## Станиште
Станишта врсте су шуме, поља риже, саване, брдовити предели, умерено травнати екосистеми и саване и жбуновита вегетација до 3.000 метара.

## Угроженост
Ова врста је наведена као последња брига, јер има широко распрострањење и честа је врста.